# درجه‌بندی چای

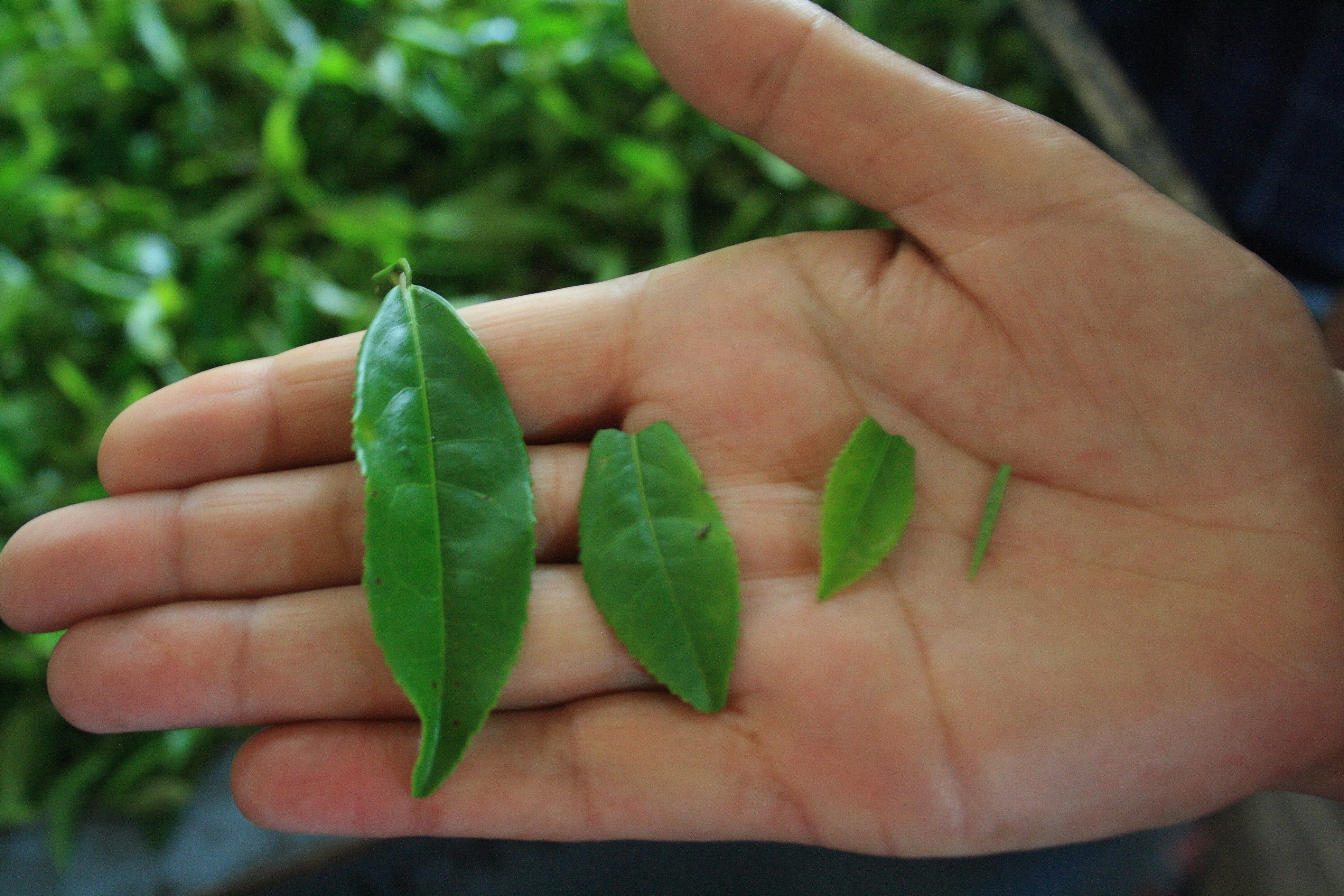
برگ‌های چای با اندازه‌های مختلف، درست بعد از برداشت، برگ‌های کوچک‌تر با ارزش‌تر از برگ‌های بزرگ هستند

درجه‌بندی چای (انگلیسی: Tea leaf grading) در صنعت چای، به درجه‌بندی برگ چای و فرایند ارزیابی محصولات بر اساس کیفیت و شرایط برگ چای گفته می‌شود، بالاترین نمره و امتیاز به عنوان چای زرین نارنجی شناخته می‌شود، و کمترین عنوان به چای همراه با گرد و غبار و نازلترین درجه مربوط به خاکه می‌باشد.
نمرات تعلق گرفته به انواع چای به کیفیت‌های مختلف درجه‌بندی بستگی دارد که هر یک از این درجه‌بندی‌ها مربوط به شیوهٔ برداشت می‌باشد که می‌تواند شامل برگ‌های جوان باشد. نمرات چای زرین با کیفیت، متعلق به جوانهٔ برگ چای است که به شیوه‌های مختلفی از جمله گوی مخصوص، دستچین و یا ابزار مکانیکی انجام گرفته باشد. برگ‌های خرد چای را که جداگانه و بدون برگ‌های بزرگ برداشت می‌کنند، به «چای شکسته» مشهور است که اختصاراً BOP نامیده می‌شود. برداشت‌های دیگر نیز که از اهمیت پایین‌تری برخوردار هستند عبارتند از برگ همراه با گرده و خاشاک
چای زرین نارنجی اصطلاحی است که به اختصار به‌عنوان OP شناخته می‌شود که در درجهٔ اول توسط برگ به تمامیت و اندازهٔ آن تعیین می‌گردد، نوع دیگر درجه‌بندی CTC است که به شیوهٔ مکانیکی و یکنواخت از چای همراه با گرد و غبار تهیه می‌شود.